# پاینویل (کارولینای شمالی)
پاینویل (به انگلیسی: Pineville) شهری در ایالت کارولینای شمالی کشور ایالات متحده آمریکا است که جمعیت آن در سرشماری سال ۲۰۱۰ میلادی، ۷٬۴۷۹ نفر بوده‌است.